# Cena Indiry Gándhíové
Cena Indiry Gándhíové je ocenění pojmenované po bývalé premiérce Indie Indiry Gándhíové které od roku 1986 každoročně uděluje indický stát jednotlivcům či organizacím jako výraz uznání jejich činnosti směřující k podpoře míru ve světě, rozvoje a nového světového ekonomického uspořádání. Cena zahrnuje odměnu 2,5 miliónu indických rupií. Laureáty vybírá porota složená z prominentních indických i zahraničních osobností včetně nositelů ceny z dřívějších let.

## Nositelé ceny
| Rok  | Nositel                                  | Stát                        | Charakteristika nositele                                       |
| ---- | ---------------------------------------- | --------------------------- | -------------------------------------------------------------- |
| 1986 | Parliamentarians for Global Action       | -                           | mezinárodní organizace poslanců                                |
| 1987 | Michail Sergejevič Gorbačov              | Sovětský svaz               | dřívější vedoucí představitel Sovětského svazu                 |
| 1988 | Gro Harlem Brundtlandová                 | Norsko                      | dřívější premiér Norska                                        |
| 1989 | Dětský fond Organizace spojených národů  | Organizace spojených národů | mezinárodní organizace                                         |
| 1990 | Sam Nujoma                               | Namibie                     | první prezident Namibie                                        |
| 1991 | Rádžív Gándhí                            | Indie                       | dřívější premiér Indie (posmrtně)                              |
| 1992 | Saburo Okita                             | Japonsko                    | japonský ekonom                                                |
| 1993 | Václav Havel                             | Česko                       | první prezident České republiky                                |
| 1994 | Trevor Huddleston                        | Spojené království          | aktivista v boji proti apartheidu                              |
| 1995 | Olusegun Obasanjo                        | Nigérie                     | 12. prezident Nigérie                                          |
| 1996 | Lékaři bez hranic                        | Francie                     | dobrovolné sdružení                                            |
| 1997 | Jimmy Carter                             | USA                         | dřívější prezident USA                                         |
| 1998 | Muhammad Yunus                           | Bangladéš                   | zakladatel Grameen Bank                                        |
| 1999 | Mankombu Sambasivan Swaminathan          | Indie                       | indický vědec z oboru zemědělství                              |
| 2000 | Mary Robinsonová                         | Irsko                       | dřívější prezidentka Irska                                     |
| 2001 | Sadako Ogataová                          | Japonsko                    | dřívější komisařka UNHCR                                       |
| 2002 | Shridath Ramphal                         | Guyana                      | druhý generální tajemník Commonwealthu                         |
| 2003 | Kofi Annan                               | Ghana                       | 7. generální tajemník OSN                                      |
| 2004 | Maha Chakri Sirindhorn                   | Thajsko                     | Thajská princezna                                              |
| 2005 | Hámid Karzaj                             | Afghánistán                 | dřívější prezident Afghánistánu                                |
| 2006 | Wangari Maathaiová                       | Keňa                        | keňská environmentální a politická aktivistka                  |
| 2007 | Nadace Billa a Melindy Gatesových        | USA                         | charitativní nadace                                            |
| 2008 | Muhammad Baradej                         | Egypt                       | 4. generální ředitel Mezinárodní agentury pro atomovou energii |
| 2009 | Šajch Hasína Vadžídová                   | Bangladéš                   | předsedkyně vlády Bangladéše                                   |
| 2010 | Luiz Inácio Lula da Silva                | Brazílie                    | dřívější prezident Brazílie                                    |
| 2011 | Ela Bhattová                             | Indie                       | zakladatelka SEWA                                              |
| 2012 | Ellen Johnsonová-Sirleafová              | Libérie                     | prezidentka Libérie                                            |
| 2013 | Angela Merkelová                         | Německo                     | německá kancléřka                                              |
| 2014 | Indická kosmická agentura                | Indie                       | indická vesmírná agentura                                      |
| 2015 | Úřad Vysokého komisaře OSN pro uprchlíky | Organizace spojených národů | pomocná organizace OSN                                         |